# Ceraphron bruchi
Ceraphron bruchi är en stekelart som först beskrevs av Jean-Jacques Kieffer 1921.  Ceraphron bruchi ingår i släktet Ceraphron och familjen pysslingsteklar. Inga underarter finns listade i Catalogue of Life.